# Голіцини (рід)
Голі́цини — російський князівський рід, що походить від московського боярина князя Михайла Івановича Булгакова на прізвисько Голиця (рос. Голица) — нащадка роду великих князів Литовських (1341—1572) та королів Польських (1385—1572) — Гедиміновичів. При записі латиницею традиційно використовувався акаючий варіант прізвища: Galitzine.
Голіцини — найчисельніший княжий рід Росії, який вже в XVIII столітті розділявся на чотири великі гілки.

## Відомі представники роду Голіциних
- Дмитро Михайлович Голіцин (1665—1737), державний діяч, член Верховної Таємної ради
- Микола Олексійович Голіцин (1751—1809), дипломат
- Олексій Дмитрович Голіцин
- Олександр Михайлович Голіцин, віцеканцлер
- Володимир Михайлович Голіцин, московський губернатор

## Цікаві факти
У 1960-х роках саме це прізвище було вибране для героя пісні «Поручик Голіцин» через найбільш розхожі «аристократичні» асоціації. Насправді відомість князя Голіцина передусім пов'язана з тим, що 1861 року він видав у своєму паризькому часописі спогади Євгена Оболенського, декабриста, про сибірські заслання декабристів, зокрема про Кіндрата Рилєєва і самого себе.